# Lalpet
Lalpet es una ciudad y nagar Panchayat situada en el distrito de Cuddalore en el estado de Tamil Nadu (India). Su población es de 16561 habitantes (2011). Se encuentra a 66 km de Cuddalore.

## Demografía
Según el censo de 2011 la población de Lalpet era de 16561 habitantes, de los cuales 8209 eran hombres y 8352 eran mujeres. Lalpet tiene una tasa media de alfabetización del 78,41%, inferior a la media estatal del 80,09%: la alfabetización masculina es del 89,27%, y la alfabetización femenina del 68,81%.